# Hippolyte Daeye
Hippolyte Adhemar Daeye (Gent, 16 maart 1873 - Antwerpen, 18 september 1952) was een Vlaamse expressionistische schilder.
Hippolyte Daeye groeide op te Gent in een rijke familie en bleef zijn hele leven gefortuneerd. Hij besloot op zijn drieëntwintigste kunstenaar te worden en studeerde aan de Gentse academie. De Eerste Wereldoorlog bracht hij door in Londen, waar hij nauwe vriendschappen ontwikkelde met Gustave Van de Woestijne, Edgar Tytgat en Constant Permeke. Hij ontdekte er Whistler, Constable en Turner, maar ook de Franse fauvisten en Modigliani, van wie hij veel invloed onderging. Maar hoewel een verdediger van het modernisme, werd hij zelf geen groot vernieuwer. Hij beperkte zich vooral tot het portret, vaak nog het kinderportret, en poogde daar een verstilde en bezonken expressie in te leggen. Hij zocht de fragiliteit van de persoonlijkheid te karakteriseren. In 1942 bedacht de kunstcriticus Paul Haesaerts er de term 'animisme' voor (van animus, ziel). Het animisme geldt als typisch voor de jaren 1930, toen na de zogenaamde 'excessen' van het expressionisme, kubisme en dadaïsme een 'retour à l'humain' aan de orde was. Ook Albert Van Dyck, die zich eveneens toelegde op het kinderportret, wordt vaak een animist genoemd.
- Digitale Bibliotheek voor de Nederlandse Letteren: daey001
- Gemeinsame Normdatei: 130135933
- International Standard Name Identifier: 0000 0000 6685 2928
- Library of Congress Control Number: n91124965
- Musée national d'archéologie, d'histoire et d'art: lkl000878
- Nederlandse Thesaurus van Auteursnamen: 070420785
- RKD-Nederlands Instituut voor Kunstgeschiedenis: 19654
- Système universitaire de documentation: 086324721
- Union List of Artist Names: 500041380
- Virtual International Authority File: 3571977
- WorldCat: E39PBJrrv8rkvC4Rt7gpt67GpP